# Diecezja Floriano
Diecezja Floriano (łac. Dioecesis Florianensis) – diecezja Kościoła rzymskokatolickiego w Brazylii. Należy do metropolii Teresina i wchodzi w skład regionu kościelnego Nordeste IV. Została erygowana przez papieża Benedykta XVI bullą Brasiliensium fidelium w dniu 27 lutego 2008, poprzez wydzielenie z dotychczasowej diecezji Oeiras-Floriano.